# Ha-Kirja
Ha-Kirja (hebr. הקריה; pol. Kampus) – osiedle rządowe w mieście Tel Awiw-Jafa w Izraelu, znajdujące się na terenie Dzielnicy Szóstej.

## Położenie
Osiedle leży na nadmorskiej równinie Szaron. Jest położone we wschodniej części aglomeracji miejskiej Tel Awiwu. Północną granicę osiedla wyznacza ulica Shaul HaMelech, za którą znajduje się osiedle Ha-Cafon ha-Chadasz. Wschodnią granicę wyznacza Autostrada Ajjalon, za którą znajduje się osiedle Nahalat Icchak. Południową granicę stanowi ulica HaHasmonaim, za którą są osiedla Montefiore i Ha-Rakewet. Na zachodzie, za ulicą Ibn Gabirol jest Centrum Tel Awiwu.

## Historia

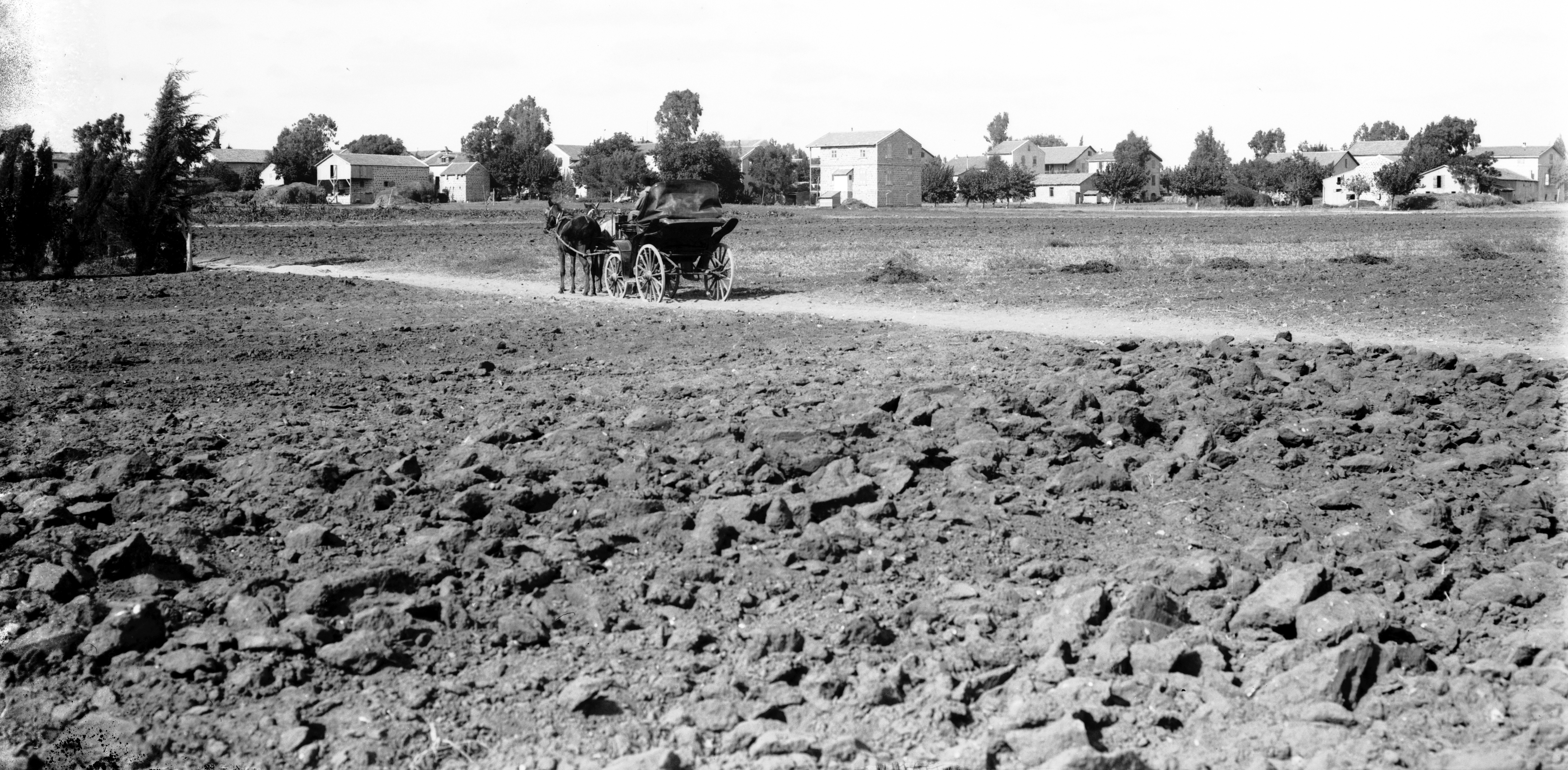
Wioska rolnicza Sarona

Początki osiedla są związane z utworzeniem w 1871 kolonii przez członków niemieckiego ruchu protestanckiego Templer (niem. Tempelgesellschaft). Pierwszą osadę założoną przez nich była amerykańsko-niemiecka kolonia powstała na obrzeżach Jafy. Lokalizacja budowy kolejnej osady została bardzo gruntownie przemyślana. Powstała ona na niewielkim żwirowym wzgórzu położonym powyżej rzeki Ajjalon, dzięki czemu nowe domy były zabezpieczone przed ewentualnymi powodziami. Przy wzgórzu przebiegała także ważna droga, ułatwiająca komunikację z Jafą i Hajfą. Osiedle zaprojektował architekt Theodore Zndl. Układ ulic przypominał kształtem znak krzyża – dzisiejsze ulice Eli’ezer Kaplan i Dawid Elazar – przy których pobudowano domy. Zostały one wzniesione z kamienia. Większość mieszkańców trudniła rolnictwem, uprawą winorośli i produkcją wina. Istniała tutaj tłocznia oliwy oraz wytwórnia butelek do wina. Osiedle Sarona było pierwszą nowoczesną osadą rolniczą w Ziemi Izraela, i stało się przykładem dla powstających osiedli żydowskich.
Podczas I wojny światowej wojska brytyjskie wyparły Turków z Palestyny. Dla Brytyjczyków niemieccy osadnicy byli cudzoziemcami związanymi z wrogim państwem, dlatego nakazali im opuszczenie Palestyny. Po wojnie, gdy w 1920 ustanowiono cywilne władze Mandatu Palestyny, pozwolono im powrócić do swoich domów. Wraz z narodzeniem się narodowego socjalizmu w Niemczech, idee faszyzmu dotarły także do osiedla Sarona. Tutejsi mieszkańcy wywieszali flagi ze znakiem swastyki i wyjeżdżali do Niemiec. Gdy wybuchła II wojna światowa pozostali mieszkańcy wyrazili swoje poparcie dla nazistowskiego rządu Niemiec. Zostali oni uznani za wroga i wywiezieni do obozów dla internowanych w Australii. Obszar osiedla został ogłoszony zamkniętą strefą wojskową i służył jako baza brytyjskiej armii.
Po wojnie część niemieckich osadników usiłowała powrócić do swojego dawnego osiedla, spotkali się jednak z bardzo dużą niechęcią i wrogością ze strony żydowskiego ruchu oporu, który po Holocauście nie tolerował niemieckiej obecności w Ziemi Izraela. Został nawet zamordowany jeden z czołowych liderów niemieckiej społeczności, Gotthilf Wagner. Pozostali w zdecydowanej większości opuścili kraj. Brytyjska baza wojskowa w osiedlu Sarona została zaatakowana w nocy 22 lutego 1946 przez Haganę. Dwie akcje sabotażowe przeprowadziły także Irgun i Lechi. Gdy w 1948 bazę opuścili ostatni żołnierze brytyjscy, została ona natychmiast zajęta przez Haganę, która 16 grudnia 1947 założyła tutaj bazę wojskową Jehoshua, nazwaną od nazwiska Jehoshuy Globermana – dowódcy Brygady Giwati, który zginął 8 grudnia 1947 w drodze powrotnej z Jerozolimy. W budynkach dawnej winnicy urządzono prowizoryczną montownię pierwszych samolotów dla Sił Powietrznych Izraela.
Po powstaniu niepodległego państwa Izrael część budynków została przeznaczona dla administracji państwowej. To tutaj znajdowała się siedziba pierwszego tymczasowego rządu i siedziba I Kneset, zanim przeniósł się on do Jerozolimy. W 1962 rząd wypłacił niemieckiemu ruchowi protestanckiemu Templer odszkodowanie za przejęty majątek osady Sarona. W latach 60. i 70. XX wieku w zachodniej części osiedla wybudowano szereg biurowców, w których obecnie znajdują się liczne instytucje publiczne.
W drugiej części dawnej brytyjskiej bazy wojskowej, powstał kampus wojskowy Sił Obronnych Izraela. Przez długi czas była to baza Brygady Kirjati oraz dowództwa sił powietrznych. Z upływem czasu wielkość bazy wojskowej malała. Głównym czynnikiem, który na to wpływał, były rosnące ceny gruntów w Tel Awiwie. W 1951 we wschodniej części kampusu otworzono szpital wojskowy (budynek dawnej szkoły osady Sarona), który zamknięto w 1997. Obecnie znajduje się tutaj Ministerstwo Obrony Izraela i Sztab Generalny Sił Obronnych Izraela.

## Polityka
W osiedlu znajdują się liczne budynki administracji rządowej. Siedzibą biur kilku ministerstw jest biurowiec HaYovel Tower. Przy ulicy Daniel Frish znajduje się siedziba Izraelskiej Izby Adwokackiej. Dom Agencji Żydowskiej jest siedzibą Agencji Żydowskiej w mieście. Przy ulicy Dubnov znajduje się siedziba Ruchu Moszawów, przy Leonardo da Vinci jest Ha-Kibuc Ha-Arci, a przy Kaplan Stowarzyszenie Dziennikarzy Tel Awiwu.
W osiedlu mieszczą się także liczne placówki dyplomatyczne. Przy ulicy Leonarda da Vinci jest ambasada Bułgarii, tuż obok jest ambasada Litwy. Przy ulicy Ibn Gabirol są ambasady Niemiec, Hiszpanii, Irlandii, Portugalii i Brazylii. W Centrum Azrieli przy ulicy Begina jest ambasada Tajwanu.

## Architektura
Północną część osiedla zajmuje baza wojskowa Ha-Kirja, której teren jest otoczony, a bramy wjazdowe są pilnie strzeżone. Wewnątrz tego obszaru mieszczą się rządowe biurowce. Matcal Tower (wysokość 107 metrów) jest siedzibą Ministerstwa Obrony Izraela i Sztabu Generalnego Sił Obronnych Izraela. Na jego dachu znajduje się lądowisko helikopterów. Na południe od niego mieści się niższy biurowiec Mazi Tower, w którym znajduje się dowództwo sił lądowych Sił Obronnych Izraela. Na zachód od nich wznosi się drapacz chmur Marganit Tower (wysokość 138 metrów), na którego wieży umieszczono maszt z antenami i innymi wojskowymi urządzeniami nadawczymi. Jego sylwetka należy do jednych z najbardziej charakterystycznych wieżowców w mieście. W północno-zachodnim krańcu bazy wzniesiono dwa biurowce Kanarit Tower 1 i Kanarit Tower 2 (wysokość 65 metrów), mieszczące dowództwo Sił Powietrznych Izraela, obszerne audytorium, bibliotekę i synagogę.
W samym środku osiedla znajduje się zabudowa jednorodzinnych domków dawnej niemieckiej osady Sarona. Część z tych domów uległa dewastacji lub została wyburzona podczas tworzenia bazy wojskowej, jednak 37 budynków zostało zachowanych. Władze miejskie podjęły decyzję o ochronie tego miejsca. Gdy w 2003 zdecydowano się na budowę nowej drogi, aby ratować stare zabytkowe domy postanowiono je przenieść o kilkadziesiąt metrów dalej. W ten sposób zostały one ocalone. Obecnie 25 budynków służy celom komercyjnym, a z 12 pozostałych planuje się utworzenie muzeum.
W Południowej Strefie Biznesowej Ha-Kirja znajduje się skupisko nowoczesnych biurowców: HaYovel Tower, Platinum Tower (wysokość 96,4 metrów), Medial Tower (wysokość 89 metrów) i Millennium Tower (wysokość 92 metrów). W ich sąsiedztwie budowane są trzy wieżowce Gindi Sarona o wysokości ponad 100 metrów. Zostaną one ukończone w 2013 i będą służyły jako luksusowe apartamentowce i centra handlowe. W Północnej Strefie Biznesowej Ha-Kirja znajduje się skupisko najwyższych drapaczy chmur w mieście: Azrieli Center Circular Tower (wysokość 187 metrów), Azrieli Center Triangular Tower (wysokość 169 metrów) i Azrieli Center Square Tower (wysokość 154 metrów). Na północ od nich znajduje się niższy biurowiec Kardan Tower (wysokość 71 metrów).
Zachodnią część osiedla zajmują liczne biurowce wybudowane w latach 70. XX wieku w ówczesnym osiedlu Centrum Tel Awiwu. Obecnie tę część osiedla coraz częściej zalicza się do zachodniej części osiedla Ha-Kirja. Znajdują się tutaj biurowce: Yakhin House (wysokość 51 metrów), Eliyahu House (wysokość 51 metrów), Bet Ammot Miszpat (wysokość 66 metrów) i The Tower (wysokość 92 metrów). Wieżowiec London Ministore Tower (wysokość 55 metrów) był jednym z pierwszych wybudowanych w kraju wieżowców mieszczących luksusowe apartamenty mieszkalne.

## Kultura
W centrum handlowym London Ministore mieszczą się liczne instytucje kulturalne, takie jak Club Tzavta i zespół tańca Bat Dor. Inną ważną instytucją oświatowo-kulturalną jest ZOA House, który powstał i działa z  inicjatywy Syjonistycznej Organizacji Ameryki.
Przy ulicy Kaplan znajduje się centrum organizacji B’nai B’rith Israel.

## Edukacja
W osiedlu mieści się Gimnazjum Sztuki Tel Awiw.

## Turystyka
W Centrum Azrieli znajduje się czterogwiazdkowy hotel Crowne Plaza City Centre.

## Gospodarka
W osiedlu znajdują się dwie ważne strefy biznesowe: Południowa Strefa Biznesowa Ha-Kirja i Północna Strefa Biznesowa Ha-Kirja.
Budowa południowej strefy rozpoczęła się w 1988 kosztem 400 milionów dolarów. Na jej utworzenie przeznaczono obszar 19 hektarów, na których powstały centra handlowe, biura i obiekty biznesowe. Na dodatkowych 39 hektarach powstał park rekreacyjny. W 1996 rozpoczęto budowę północnej strefy biznesowej. Jej najważniejszym punktem jest Centrum Azrieli.

## Infrastruktura
W osiedlu znajdują się trzy apteki. Przy ulicy Shaul HaMelekh jest urząd pocztowy.

## Transport
Osiedle jest położone w bezpośrednim sąsiedztwie autostrady nr 20  (Ayalon Highway) i drogi ekspresowej nr 2 . Jest tu także stacja kolejowa Tel Awiw ha-Szalom.

## Wojsko
Północną część osiedla zajmuje baza wojskowa Ha-Kirja, służąca jako siedziba Ministerstwa Obrony Izraela i Sztabu Generalnego Sił Obronnych Izraela.